# سعيد الكعبي
سعيد الكعبي (مواليد 25 نوفمبر 1999، لاعب كرة قدم إماراتي يجيد اللعب كلاعب جناح يلعب حالياً مع نادي الشارقة في دوري الخليج العربي الإماراتي .

## مسيرة اللاعب
لعب في نادي الشارقة ونادي الإمارات.